# タイラー・バシュラー
- タイラー・バッシュラー

タイラー・モリス・バシュラー（Tyler Morris Bashlor, 1993年4月16日 - ）は、アメリカ合衆国ジョージア州エフィンガム郡スプリングフィールド出身のプロ野球選手（投手）。右投右打。MLBのピッツバーグ・パイレーツ傘下所属。

## 経歴

### プロ入りとメッツ時代
2013年のMLBドラフト11巡目（全体位）でニューヨーク・メッツから指名され、プロ入り。契約後、傘下のアパラチアンリーグのルーキー級キングスポート・メッツでプレーした。
2014年に右肘のトミー・ジョン手術を受け、この年と翌2015年は全休した。
2016年にA級コロンビア・ファイヤーフライズで実戦復帰。シーズン途中にA+級セントルーシー・メッツに昇格し、2チームで合計38試合に登板して4勝3敗、防御率2.75、73奪三振を記録した。
2017年はA+級セントルーシーで開幕を迎え、シーズン途中にAA級ビンガムトン・ランブルポニーズに昇格。2チームで合計46試合に登板して3勝2敗、防御率3.44、84奪三振を記録した。シーズン終了後に40人枠に登録された。
2018年はAA級ビンガムトンで開幕を迎え、6月25日にAAA級を経ずにメジャーに昇格。同日にシティ・フィールドで行われたピッツバーグ・パイレーツ戦でメジャーデビューした。この年はメジャーで24試合に登板して0勝3敗、防御率4.22、25奪三振を記録した。
2019年はメジャーで前年と同じ24試合に登板したが、防御率は6.95と、前年から2点以上悪化した。
2020年7月28日にDFAとなった。

### パイレーツ時代
2020年8月2日に金銭トレードで、パイレーツへ移籍した。
2021年4月4日にDFAとなり、10日にマイナー契約となった。

## 詳細情報

### 年度別投手成績
| 年 度    | 球 団    | 登 板 | 先 発 | 完 投 | 完 封 | 無 四 球 | 勝 利 | 敗 戦 | セ 丨 ブ | ホ 丨 ル ド | 勝 率 | 打 者 | 投 球 回 | 被 安 打 | 被 本 塁 打 | 与 四 球 | 敬 遠 | 与 死 球 | 奪 三 振 | 暴 投 | ボ 丨 ク | 失 点 | 自 責 点 | 防 御 率 | W H I P |
| -------- | -------- | ----- | ----- | ----- | ----- | -------- | ----- | ----- | -------- | ----------- | ----- | ----- | -------- | -------- | ----------- | -------- | ----- | -------- | -------- | ----- | -------- | ----- | -------- | -------- | ------- |
| 2018     | NYM      | 24    | 0     | 0     | 0     | 0        | 0     | 3     | 0        | 0           | .000  | 135   | 32.0     | 26       | 6           | 12       | 0     | 3        | 25       | 1     | 0        | 16    | 15       | 4.22     | 1.19    |
| 2019     | NYM      | 24    | 0     | 0     | 0     | 0        | 0     | 3     | 0        | 1           | .000  | 103   | 22.0     | 21       | 6           | 17       | 2     | 0        | 20       | 0     | 0        | 17    | 17       | 6.95     | 1.73    |
| 2020     | PIT      | 8     | 0     | 0     | 0     | 0        | 0     | 0     | 0        | 0           | ----  | 38    | 8.1      | 9        | 2           | 4        | 0     | 2        | 6        | 1     | 0        | 8     | 8        | 8.64     | 1.56    |
| MLB：3年 | MLB：3年 | 56    | 0     | 0     | 0     | 0        | 0     | 6     | 0        | 1           | .000  | 276   | 62.1     | 56       | 14          | 33       | 2     | 5        | 51       | 2     | 0        | 41    | 40       | 5.78     | 1.43    |

- 2020年度シーズン終了時

### 年度別守備成績
| 年 度 | 球 団 | 投手（P） | 投手（P） | 投手（P） | 投手（P） | 投手（P） | 投手（P） |
| 年 度 | 球 団 | 試 合     | 刺 殺     | 補 殺     | 失 策     | 併 殺     | 守 備 率  |
| ----- | ----- | --------- | --------- | --------- | --------- | --------- | --------- |
| 2018  | NYM   | 24        | 1         | 1         | 1         | 0         | .667      |
| 2019  | NYM   | 24        | 0         | 0         | 0         | 0         | ---       |
| 2020  | PIT   | 8         | 0         | 0         | 0         | 0         | ----      |
| MLB   | MLB   | 56        | 1         | 1         | 1         | 0         | .667      |

- 2020年度シーズン終了時

### 背番号
- 49（2018年 - 2019年）
- 67（2020年）